# GV Возничего
GV Возничего (лат. GV Aurigae) — одиночная переменная звезда в созвездии Возничего на расстоянии (вычисленном из значения параллакса) приблизительно 15079 световых лет (около 4623 парсеков) от Солнца. Видимая звёздная величина звезды — от +12,51m до +11,57m.

## Характеристики
GV Возничего — жёлтый гигант, пульсирующая переменная звезда, классическая цефеида (DCEP) спектрального класса G-F. Радиус — около 39,97 солнечных, светимость — около 475,906 солнечных. Эффективная температура — около 6362 К.